# Клетки Гюртле
Клетки Гюртле (Hürthle cells) — это большие клетки, часто ассоциированные с фолликулярным раком щитовидной железы. При микроскопическом исследовании окрашенных культур имеют розовый цвет. Клетки названы в честь немецкого патолога Карла Гюртле (1860—1945).